# Alexandr Serov (ciclista)
Alexandr Sergueyévich Serov (en ruso: Александр Сергеевич Серов; Vyborg, 12 de noviembre de 1982) es un deportista ruso que compitió en ciclismo en las modalidades de pista, especialista en la prueba de persecución por equipos, y ruta.
Ganó una medalla de plata en el Campeonato Mundial de Ciclismo en Pista de 2011 y cuatro medallas en el Campeonato Europeo de Ciclismo en Pista entre los años 2010 y 2014.
Participó en dos Juegos Olímpicos de Verano, ocupando en Pekín 2008 el sexto lugar en persecución por equipos y el octavo en persecución individual, y el cuarto lugar en Londres 2012 en persecución por equipos.
Tras retirarse en 2016, se convirtió en director deportivo del equipo Gazprom-RusVelo, en el que había competido en sus últimos años como profesional.

## Medallero internacional
| Campeonato Mundial | Campeonato Mundial        | Campeonato Mundial | Campeonato Mundial      |
| Año                | Lugar                     | Medalla            | Competición             |
| ------------------ | ------------------------- | ------------------ | ----------------------- |
| 2011               | Apeldoorn ( Países Bajos) | Medalla de plata   | Persecución por equipos |
| Campeonato Europeo |                           |                    |                         |
| Año                | Lugar                     | Medalla            | Competición             |
| 2010               | Pruszków ( Polonia)       | Medalla de plata   | Persecución por equipos |
| 2012               | Panevėžys ( Lituania)     | Medalla de oro     | Persecución por equipos |
| 2013               | Apeldoorn ( Países Bajos) | Medalla de plata   | Persecución por equipos |
| 2014               | Baie-Mahault ( Francia)   | Medalla de bronce  | Persecución por equipos |

## Palmarés

### Pista
2010
- 2.º en el campeonato de Europa de persecución por equipos  (con Evgeny Kovalev, Alexei Markov y Ivan Kovalev)

2011
- 2.º en el Campeonato Mundial en persecución por equipos
- Campeón de Rusia por equipos (con Evgeny Kovalev, Alexei Markov y Ivan Kovalev)
- Campeón de Rusia en Madison (con Alexei Markov)
- 2.º en el campeonato de Rusia en omnium

2012
- Campeonato de Europa de persecución por equipos (con Arthur Ershov, Valery Kaykov y Alexei Markov)

2013
- 2.º en el campeonato de Europa de persecución por equipos (con Arthur Ershov, Ivan Kovalev y Evgeny Kovalev)
- Campeón de Rusia por equipos (con Evgeny Kovalev, Ivan Savitskiy y Arthur Ershov)

2014
- 3.º en el campeonato de Europa de persecución por equipos  (con Evgeny Kovalev, Ivan Kovalev y Alexey Kurbatov)

### Ruta
| 2006 - Paris-Mantes-en-Yvelines 2007 - 1 etapa de la Vuelta a Gran Bretaña 2011 - 1 etapa de la Flèche du Sud | 2012 - 1 etapa de la Vuelta a Murcia 2013 - 1 etapa de la Vuelta a Portugal - 1 etapa de la Vuelta a Costa Rica |

## Resultados en Grandes Vueltas
| Carrera | Carrera         | 2001 | 2002 | 2003 | 2004 | 2005 | 2006 | 2007 | 2008  | 2009  | 2010 | 2011 | 2012 | 2013 | 2014 | 2015 | 2016  |
| ------- | --------------- | ---- | ---- | ---- | ---- | ---- | ---- | ---- | ----- | ----- | ---- | ---- | ---- | ---- | ---- | ---- | ----- |
|         | Giro de Italia  | —    | —    | —    | —    | —    | —    | —    | 124.º | 117.º | —    | —    | —    | —    | —    | —    | 128.º |
|         | Tour de Francia | —    | —    | —    | —    | —    | —    | —    | —     | —     | —    | —    | —    | —    | —    | —    | —     |
|         | Vuelta a España | —    | —    | —    | —    | —    | —    | —    | —     | —     | —    | —    | —    | —    | —    | —    | —     |

—: no participa
Ab.: abandono